# Nudora besnardi
Nudora besnardi är en rundmaskart som först beskrevs av Gerlach 1956.  Nudora besnardi ingår i släktet Nudora och familjen Monoposthiidae. Inga underarter finns listade i Catalogue of Life.